# Українське образотворче мистецтво в Австралії
Українське образотворче мистецтво в Австралії — це особливий соціальний феномен української діаспори який почався після Другої світової війни і який мав золотий період у 1970-их роках. Українські митці брали активну участь в розбудову українського громадського життя в Австралії і в деяких випадках українські митці мали успіх серед Австралійського культурного життя. Після приїзд молодих сил з України у 1990-их роках, українське образотворче мистецтво в Австралії почало відродитися.

## Розбудова громадського життя
Масова еміграція в Австралію розпочалася після Другої світової війни, а найбільшого розмаху набула 1949 року — з Німеччини, з так званих таборів переміщених осіб («Ді-Пі»). Відразу після прибуття до Австралії, українці згуртувалися, розпочалося громадське і церковне життя.
Серед українських імміґрантів, що поселились в Австралії, було близько десяти осіб, які отримали повну або часткову художню освіту в радянській Україні (Петро Кравченко, Валентин Лапа, Тимофій Мессак, Михайло Садовський, Василь Цибульський) та Польщі (Леонід Денисенко, Михайло Кміт, Володимир Савчак). В Австралії здобули кваліфікації художника-маляра чи графіка і проявили себе мистецькою діяльністю Ярина Ляхович, Максим Окопний, Мстислава Чорній та деякі інші. Виділилися й окремі митці, що розпочали свою працю як аматори (Степан Місько, Степан Хвиля, Людмила Гриценко та інші).

## Успіхи
Українські митці, досягли немалу увагу і зацікавленість від Австралійців. Маляр Степан Місько відіграв важливу амбасадорську роль у пропагування української культури між австралійської еліти, в час коли мало австралійців знали про Україну і про українську культуру. Він започаткував перші зовнішні зв'язки з урядом Австралії в Мельбурні і Канберрі і довгий час тримав тісні контакти з австралійськими політиками. Він побудував власну галерею «Misko Art Studies Gallery» яку відкрила дружина прем'єр-міністра Джон Ґортон в 1978 році, і де експонувалися твори Міська й інших українських митців.
З часом українські митці завойовували позиції в австралійському суспільстві, де їхня творчість збагачувала загальне австралійське суспільство. Особливо треба відмітити виготовлення пам'ятника, присвяченого «Новим Поселенцям», за проектом графіка-митця Леоніда Денисенка і відкритого у Ферфілді в 1968 році, де він і зараз стоїть.
Значну роллю в розвитку образотворчого мистецтва українців Австралії відіграв Михайло Кміт, якого місцеві критики 1950-60-их рр. зараховували до провідних австралійських митців. Будучи колористом і творцем стилю, що перекликався рівночасно з європейським модернізмом (зокрема, Жорж Руо) і візантійською іконою, Кміт сприймався як представник нового, незвичного в Австралії, мистецького світобачення. Він виграв ряд престижних нагород, наприклад, Нагороду Блейка за релігійне мистецтво (1953).
В ділянці графіки проявили себе Леонід Денисенко та Максим Окопний (обидва також карикатуристи). Як графік з українською тематикою виступає і архітектор Маруся Юрків-Яроцька (виставка в Мельбурні 1993).
Скульптура представлена в українському мистецтві Австралії творами Юрія Денисенка, архітектора, який на початку 1960-их рр. вів власну художню школу.
У Квінсленді виявив себе Віктор Грозний. Ірина Прудник, займаючи посаду педагога, виставляє свої мистецькі твори на багатьох виставках. Творчість художниці-керамістки Ірини Мадей показували на телевізійній програмі «Vox Populi» на австралійській станції SBS.

## Художні об'єкти
Українське громадське, релігійне та культурне життя в Австралії викликало попит на окремі жанри образотворчого мистецтва. Найпомітнішими українськими художніми об'єктами в Австралії стали церкви. Ікони, іконостаси, стінні розписи та мозаїки створювали українські митці з-за кордону (Святослав Гординський, Мирон Левицький, Борис Макаренко) та місцеві: Василь Цибульський, Леонід Денисенко, о. Зенон Хоркавий й інші.
Українські художники виконували театральні декорації для українських постановок, оформлення сцен для концертів, декоративні елементи в інтер'єрах народних домів; створювали українські листівки, здійснювали художнє оформлення грамот, афіш, програмок. В художньому оформленні книг та журналів відзначилися, крім названих, Люба Кириленко-Десі, Оріон Венгринович та Оля Когут.
Різноманітність художніх сюжетів (від натюрмортів і краєвидів до абстрактних композицій) та жанрів (від акварелі через олію до комп'ютерного мистецтва) характеризує творчість Мстислава Чорній, яка також викладає живопис в Австралійськах школах. В абстрактно-експресіоністичному стилі малює Ярина Ляхович, у 1990-их рр. вона почала працювати над синтезом виразно українських мотивів з аборигенними. У напівабстрактному дусі трактує людську фігуру колорист Степан Хвиля.
Творчість інших малярів ближча до реалістичної традиції. Найбільше уваги австралійському краєвидові в різних його настроях присвятив Володимир Савчак, який у 1950-их рр. жив у центрі Австралії і там зблизився з аборигенним митцем Альбертом Наматжирою. Тимофій Мессак малював портрети, імпресіоністичні краєвиди. Портрети, жанрові та історичні картини — основна тематика Василя Цибульського та Михайла Садовського. Малярами-реалістами були Валентин Лапа, Петро Кравченко, Степан Місько, Борис Спесивий та інші.

## Спілка Українських Образотворчих Мистців Австралії

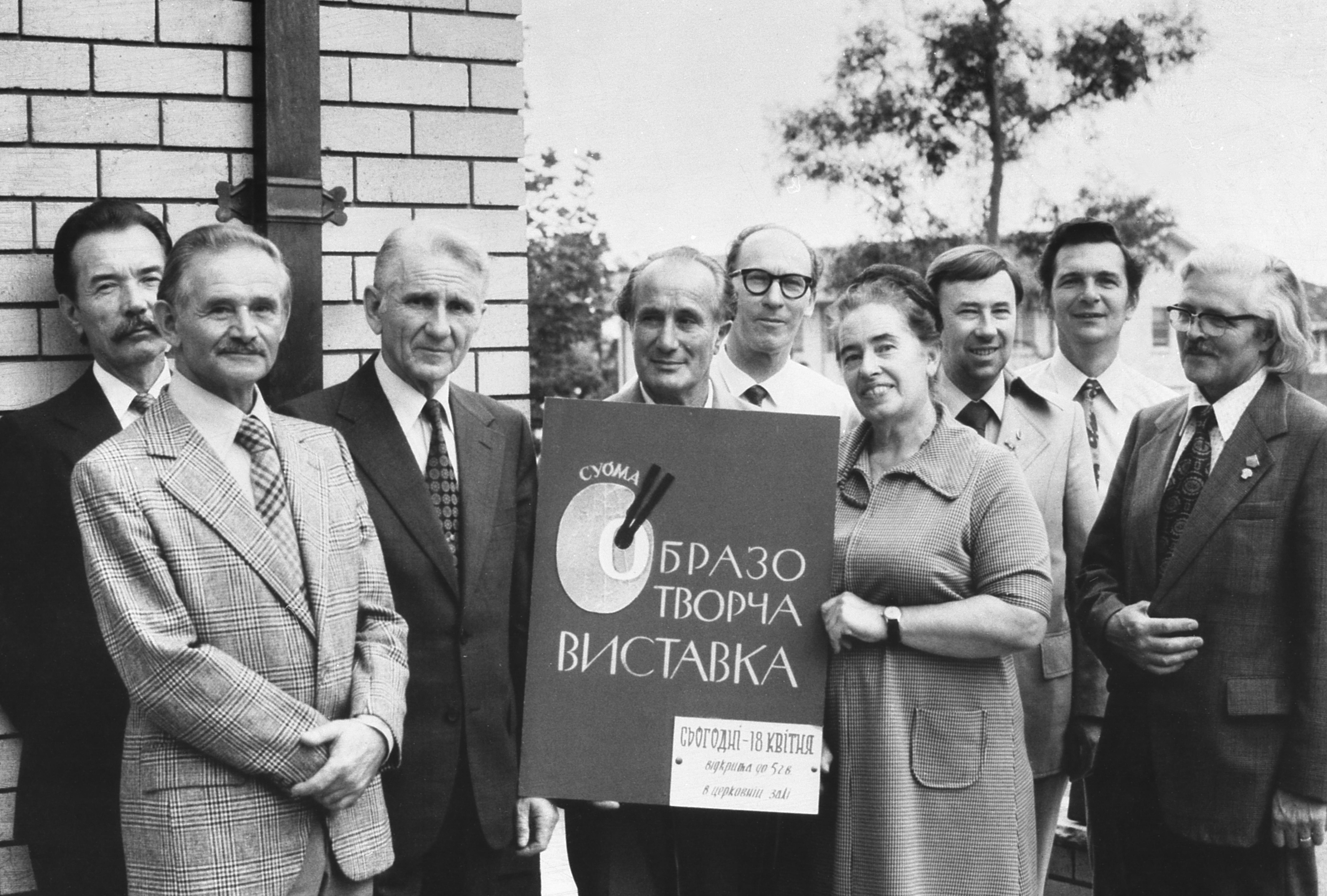
Члени СУОМА 1976 р.

Була створена Спілка Українських Образотворчих Мистців Австралії (СУОМА), яка була, зокрема, діяльною в 1970-их рр. під проводом її засновника Степана Міська (аквареліст і власник галерії в Канберрі). СУОМА влаштовувала спільні виставки українських митців; відділ в штаті Вікторії очолював Василь Цибульський, в штаті Нової Південної Уельсу — Михайло Садовський.
Твори окремих українських митців зберігаються в Музеї українського мистецтва в Мельбурні та Музеї українського мистецтва в штаті Підвенної Австралії. Картини Михайла Кміта знаходяться в Австралійській національній галереї в Канберрі та всіх штатних мистецьких галереях.

## Відвідувачі
Помітними подіями в культурному житті українців Австралії були відвідини й виставки українських митців з-за кордону: 1969 року приїздив Ярослав Стадник (США), в 1976 році відвідав графік Яків Гніздовський (США). В 1979-80 гостював Мирон Левицький (Канада), який розписував храм св. Андрія в Лідкомбі. Перебування в Сіднеї Івана Марчука з України (1987) поклало початок міжнародного визнанню цього українського маляра. В 1989 прибув із Болгарії Вячеслав Васильківський. Скульптор з України Анатолій Валієв відвідав Австралію в 1992-93 роках. Коротке перебування мисткині з Києва Лесі Довженко було під час VI Здвигу Українців Австралії в 1997 році, У 2000 році відвідав Австралію мистець Володимир Воронюк із своїми творами. Інші відвідани були від автора візуальної поезії Ярослава Балана (Канада); митців Віталія Сазонова (Німеччина), Володимира Гарбуза й Ніни Саєнко. (Україна)

## Підсумкова оцінка вклад митців
Незважаючи на тяжкі умови іміґрантів до Австралії, невеличка громада соціально різнорідних людей, та ще й регіонально найбільше розділена (найбільше з усіх еміграцій відсоток українців із Центрально-Східних земель серед поселенців і серед їх громадського активу) — ніяк не розгубилася й не розплилася серед чужинців, а зберегла себе майже в цілості протягом більше п'ятьох десятків років і здобула, пропорційно до власної кількості, мабуть найбільші духовні й матеріальні успіхи з усьої української діаспори.